# Gösta Hillberg
Nils Fredrik Gösta Hillberg, född 28 juli 1877 i Finland, död 30 mars 1958 i Hedvig Eleonora församling i Stockholm, var en svensk skådespelare.
Hillberg var först engagerad vid Vasateatern, Svenska Teatern och Sydsvenska skådebanan och därefter vid Dramaten 1907–1938. Han var son till skådespelaren Emil Hillberg.
Gösta Hillberg var från 1908 gift med skådespelaren Berta Schantz. De är begravda på Solna kyrkogård.

## Rollporträtt

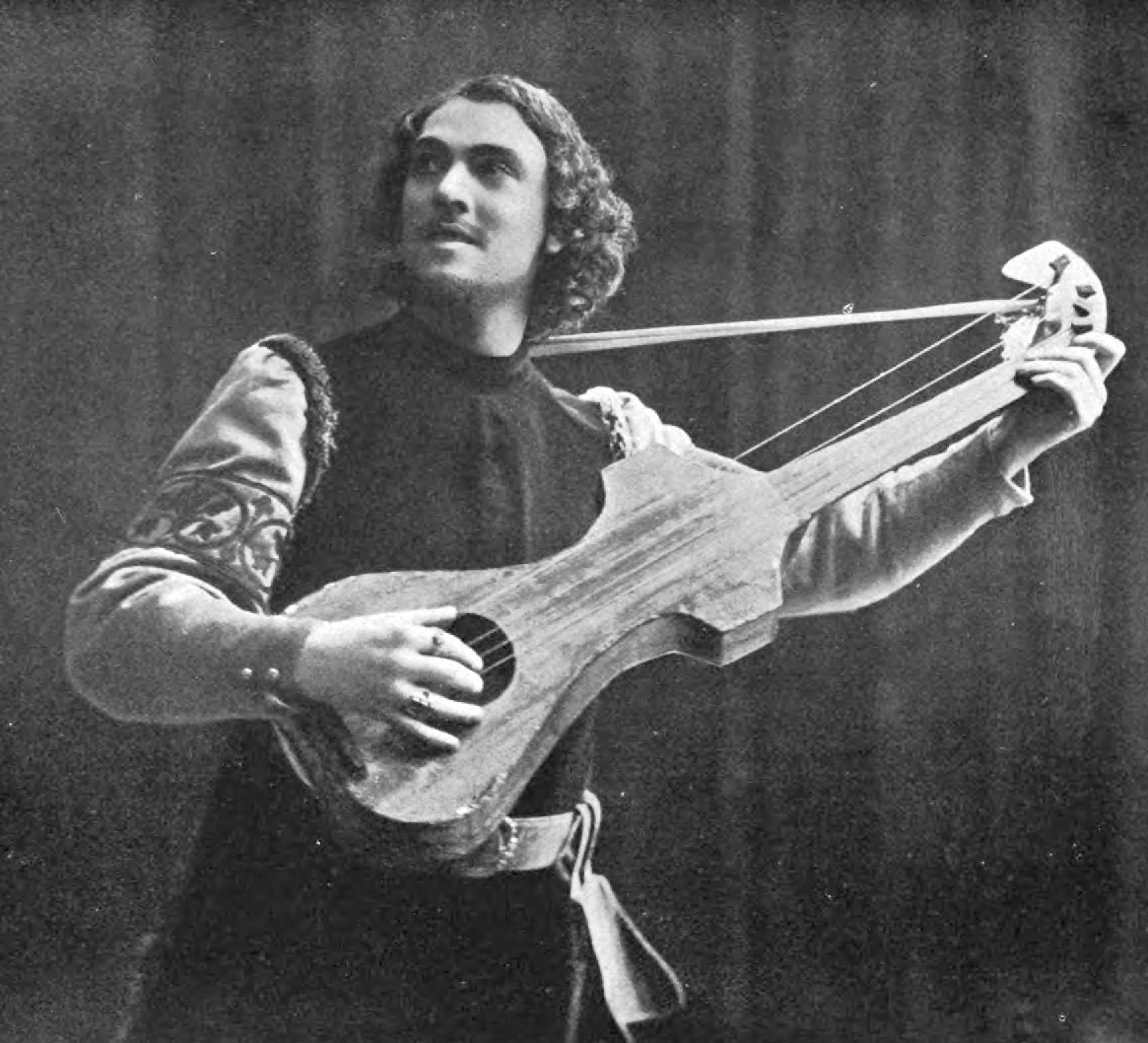
Som trubaduren Heinrich i dramat Gurre av Holger Drachmann 1906.

## Filmografi
- 1920 – Ombytta roller
- 1921 – Kvarnen
- 1922 – Det omringade huset
- 1923 – Gunnar Hedes saga
- 1923 – Johan Ulfstjerna
- 1923 – Mälarpirater
- 1924 – Flickan från Paradiset
- 1924 – Där fyren blinkar
- 1936 – Kvartetten som sprängdes
- 1937 – Lyckliga Vestköping
- 1940 – Ett brott
- 1942 – General von Döbeln
- 1943 – Vi mötte stormen
- 1943 – Anna Lans
- 1944 – Räkna de lyckliga stunderna blott
- 1944 – Kungajakt

## Teater

### Roller (ej komplett)
| År   | Roll                               | Produktion                                                 | Regi                    | Teater                     |
| ---- | ---------------------------------- | ---------------------------------------------------------- | ----------------------- | -------------------------- |
| 1898 | La Bordette                        | Marcelle Victorien Sardou                                  |                         | Vasateatern                |
| 1898 | Peter                              | Kungsämnena Henrik Ibsen                                   | Harald Molander         | Vasateatern                |
| 1898 | Gustave                            | Kameliadamen Alexandre Dumas d.y.                          |                         | Vasateatern                |
| 1899 | Jon                                | Stor-Klas och Lill-Klas Gustaf af Geijerstam               | Harald Molander         | Svenska teatern, Stockholm |
| 1899 | Gubben Hilse                       | Vävarna Gerhart Hauptmann                                  | Harald Molander         | Svenska teatern, Stockholm |
| 1899 | Jakob Israel                       | Gustav Vasa August Strindberg                              |                         | Svenska teatern, Stockholm |
| 1905 | Aubert                             | Greven av Antwerpen Per Hallström                          |                         | Svenska teatern, Stockholm |
| 1905 |                                    | Lågor i dunklet Enrico Annibale Butti                      |                         | Svenska teatern, Stockholm |
| 1906 | Madignet                           | Fruarna Montanbrèche Clairville och Victor Bernard         |                         | Svenska teatern, Stockholm |
| 1906 | Sten, stenhuggarmästare            | Gillets hemlighet August Strindberg                        | Karl Hedberg            | Svenska teatern, Stockholm |
| 1906 | Trubaduren                         | Gurre Holger Drachmann                                     |                         | Svenska teatern, Stockholm |
| 1906 |                                    | Småborgare Maksim Gorkij                                   |                         | Svenska teatern, Stockholm |
| 1906 | Pelléas                            | Pelléas och Mélisande Maurice Maeterlinck                  |                         | Svenska teatern, Stockholm |
| 1908 | La Grange                          | De löjliga preciöserna Molière                             | Emil Grandinson         | Dramaten                   |
| 1908 | Vastl                              | Samvetets mask Ludwig Anzengruber                          | Gustaf Linden           | Dramaten                   |
| 1915 | Sérignan                           | Äventyret Gaston Arman de Caillavet och Robert de Flers    | Karl Hedberg            | Dramaten                   |
| 1918 | Greve d'Eguzon                     | Äventyret Gaston Arman de Caillavet och Robert de Flers    | Karl Hedberg            | Dramaten                   |
| 1919 | Ernst Walther                      | Fanvakt Otto Rung                                          | Tor Hedberg             | Dramaten                   |
| 1920 | Sommersberg                        | Markis von Keith Frank Wedekind                            | Karl Hedberg            | Dramaten                   |
| 1920 | Bafourdin                          | Låt oss skiljas Victorien Sardou och Émile de Najac        | Karl Hedberg            | Dramaten                   |
| 1921 | Francis                            | Hemkomsten Robert de Flers och Francis de Croisset         | Karl Hedberg            | Dramaten                   |
| 1921 | Pastor Köhler                      | Svenskt folk Ivar Thor Thunberg                            | Gustaf Linden           | Dramaten                   |
| 1921 | Kurt                               | Dödsdansen August Strindberg                               | Gustaf Linden           | Dramaten                   |
| 1921 | Mazzim Dunn                        | Villa Hjärtedöd George Bernard Shaw                        | Karl Hedberg            | Dramaten                   |
| 1921 | Hugo                               | Porträttet Karl Sloboda                                    | Karl Hedberg            | Dramaten                   |
| 1921 | Nigel Bellamy                      | Jokern H. Marsh Harwood                                    | Olof Molander           | Dramaten                   |
| 1922 | Daurat                             | Den leende fru Madeleine André Obey och Denys Amiel        | Olof Molander           | Dramaten                   |
| 1922 | Fadern                             | Den objudna gästen Maurice Maeterlinck                     | Olof Molander           | Dramaten                   |
| 1922 | Lambert Braun                      | Andras affärer Gustaf af Geijerstam                        | Gustaf Linden           | Dramaten                   |
| 1922 | von Sternfeldt                     | Erna Einar Fröberg                                         | Gustaf Linden           | Dramaten                   |
| 1922 | Clive Champion-Cheney              | Cirkeln W. Somerset Maugham                                | Gustaf Linden           | Dramaten                   |
| 1922 | Ottokar                            | Peter Peter Curt Goetz                                     | Karl Hedberg            | Dramaten                   |
| 1922 | Markis de Monferrat                | Riddar Blåskäggs åttonde hustru Alfred Savoir              | Olof Molander           | Dramaten                   |
| 1922 | En herre                           | Älskog Arthur Schnitzler                                   | Karl Hedberg            | Dramaten                   |
| 1922 | Champeaux                          | Duvals skilsmässa Alexandre Bisson och Antony Mars         | Gustaf Linden           | Dramaten                   |
| 1923 | Valdemar                           | Kära släkten Gustav Esmann                                 | Tor Hedberg             | Dramaten                   |
| 1923 | John Worthing                      | Mister Ernest Oscar Wilde                                  | Gustaf Linden           | Dramaten                   |
| 1923 | Domaren                            | Föräldrar Otto Benzon                                      | Olof Molander           | Dramaten                   |
| 1923 | Pastor John Treherne               | Den beundrandsvärde Crichton J. M. Barrie                  | Karl Hedberg            | Dramaten                   |
| 1923 | Slang                              | Värdshuset Råbocken Oliver Goldsmith                       | Olof Molander           | Dramaten                   |
| 1924 | Yngve                              | Äventyrens värld Christian Günther                         | Karl Hedberg            | Dramaten                   |
| 1925 | Saint-Gaudens                      | Kameliadamen Alexandre Dumas d. y.                         | Olof Molander           | Dramaten                   |
| 1925 | Archie Wells                       | Storstädning Frederick Lonsdale                            | Olof Molander           | Dramaten                   |
| 1925 | Stogumber                          | Sankta Johanna George Bernard Shaw                         | Gustaf Linden           | Dramaten                   |
| 1926 | Doktor Dionisio Genoni             | Henrik IV Luigi Pirandello                                 | Gustaf Linden           | Dramaten                   |
| 1926 | Greven av Albafiorita              | Värdshusvärdinnan Carlo Goldoni                            | Karl Hedberg            | Dramaten                   |
| 1927 | Ernst Ingerson                     | Ombord Prins Wilhelm                                       | Olof Molander           | Dramaten                   |
| 1927 | Grange                             | Doktor Mirakel Robert de Flers och Franois de Croisset     | Karl Hedberg            | Dramaten                   |
| 1928 | Bankiren                           | Hoppla, vi lever! Ernst Toller                             | Per Lindberg            | Dramaten                   |
| 1928 | Lord Alcar                         | Ryktbarhet Arnold Bennett                                  | Gustaf Linden           | Dramaten                   |
| 1928 | Lagstiftaren                       | Fåglarna Aristofanes                                       | Olof Molander           | Dramaten                   |
| 1929 | Ledinger                           | Siegfried Jean Giraudoux                                   | Olof Molander           | Dramaten                   |
| 1930 | Larkin                             | Ungkarlspappan Edward Childs Carpenter                     | Olof Molander           | Dramaten                   |
| 1931 | Brander                            | Thalias barn Tor Hedberg                                   | Gustaf Linden           | Dramaten                   |
| 1931 | Bennet                             | Känslornas marknad Roger Ferdinand                         | Gustaf Linden Ivar Kåge | Dramaten                   |
| 1931 | Crassus, kolonialminister          | Karusellen George Bernard Shaw                             | Gustaf Linden           | Dramaten                   |
| 1931 | Mr Perker                          | Pickwick-klubben František Langer efter Charles Dickens    | Olof Molander           | Dramaten                   |
| 1932 | Greve Corb                         | Majestät Marika Stiernstedt                                | Olof Molander           | Dramaten                   |
| 1932 | Lukas Lukitj Chlopov               | Revisorn Nikolaj Gogol                                     | Alf Sjöberg             | Dramaten                   |
| 1933 | Hans Brask                         | Mäster Olof August Strindberg                              | Olof Molander           | Dramaten                   |
| 1933 | Sir Robert Arnwood                 | En fågel i handen John Drinkwater                          | Rune Carlsten           | Dramaten                   |
| 1934 | Bassano                            | De hundra dagarna Benito Mussolini och Giovacchino Forzano | Rune Carlsten           | Dramaten                   |
| 1934 | Master Cotton                      | Per Gynt (Peer Gynt) Henrik Ibsen                          | Per Lindberg            | Kungliga Operan            |
| 1934 | Doktorn                            | För sant att vara bra George Bernard Shaw                  | Rune Carlsten           | Dramaten                   |
| 1934 | Achille de Rosalba                 | Den italienska halmhatten Eugene Labiche                   | Olof Molander           | Dramaten                   |
| 1934 | Dr Alton                           | En hederlig man Sigfrid Siwertz                            | Alf Sjöberg             | Dramaten                   |
| 1935 | Trädgårdsmästare Thun              | Kvartetten som sprängdes Birger Sjöberg                    | Rune Carlsten           | Dramaten                   |
| 1935 | Mouvrier, presidentens sekreterare | Den gröna fracken Gaston Arman de Caillavet                | Rune Carlsten           | Dramaten                   |
| 1937 | Järnhandlare Kohlman               | Fridas visor Birger Sjöberg                                | Rune Carlsten           | Dramaten                   |
| 1937 | Ernst, Evas far                    | Eva gör sin barnplikt Kjeld Abell                          | Rune Carlsten           | Dramaten                   |
| 1937 | Svelvik Prästen Börsmänniskan      | Vår ära och vår makt Nordahl Grieg                         | Alf Sjöberg             | Dramaten                   |